# 西洲
西洲（いりじま）は、沖縄県浦添市の地名。現行行政地名は西洲一丁目及び二丁目。郵便番号901-2123。

## 地理
市の西部に位置する。勢理客・伊奈武瀬と隣接する。当地域にある沖縄県卸商業団地は県内の有力企業63社が集結し、県内の一大物流拠点となっている。 

## 歴史
- 1991年　西海岸埋立地に沖縄県卸商業団地が形成される。

## 施設

### 西洲一丁目
- 那覇港工事事務所
- 那覇港緑地
- 浦添ふ頭南緑地

### 西洲二丁目
- 沖縄県卸商業団地
- 琉球銀行商業団地支店
- 沖縄銀行商業団地支店
- ジーマ
- 太平パルタック
- 沖縄明販（明治乳業の子会社）
- 金城商事

### 西洲三丁目
- サンエー浦添西海岸 PARCO CITY